# Aka Høegh
Aka Høegh, född 16 december 1947 i Qullissat, Grönland , är en grönländsk konstnär. Hon flyttade till Qaqortoq i sin barndom, och har bott på södra Grönland sedan dess. Som målare, grafiker och skulptör fokuserar hon på nationalistisk expressionism och att skapa konst som speglar lokala, traditionella myter och är genomsyrad av arv och lokal folklore.

## Konstnärskap
Under 1970-talet nämndes Høegh regelbundet som den främsta konstnären att etablera en grönländsk konstnärlig identitet. Bortsett från att hon varit gäststudent vid  Kunstakademiet i Köpenhamn, är hon autodidakt.
Høegh är mest känd för att leda konstprojektet Sten och människa åren 1993-1994 i sin hemstad Qaqortoq. Arbetet är ett dynamiskt, pågående verk, med nya bitar tillagda med olika intervall. Från början deltog 18 konstnärer från Sverige, Finland, Norge och Färöarna i projektet.
Som medlem i den internationella konstnärsgruppen "Art for Life" samarbetar Høegh med elva andra konstnärer med att producera världens största målning i Spanien. Målningens beräknade storlek är 24 644 kvadratmeter.

## Utmärkelser
- Høegh tilldelades i september 2013 nersornaat-orden. [4] [5]
- och i april 2015 tilldelades hon Kungliga riddarkorset av den danska drottningen.[6]

## Representation
Høegh har haft separatutställningar på Grönland, Färöarna och Island, och i Danmark, Alaska, Tyskland, Finland, Sverige, Lettland och Norge, samt deltagit i samlingsutställningar över större delen av Europa. Hon representerade Grönland på utställningen "Skandinaviens idag" i USA, Mexiko, och Litauen.
Høeghs konst kan ses i många offentliga byggnader på Grönland. Den externa reliefen på Folkhögskola i hemstaden Qaqortoq är hennes arbete. Skorstenen till stadens nya värmekraftverk är likaledes prydd av hennes konstverk.